# Gertrud von Hindenburg

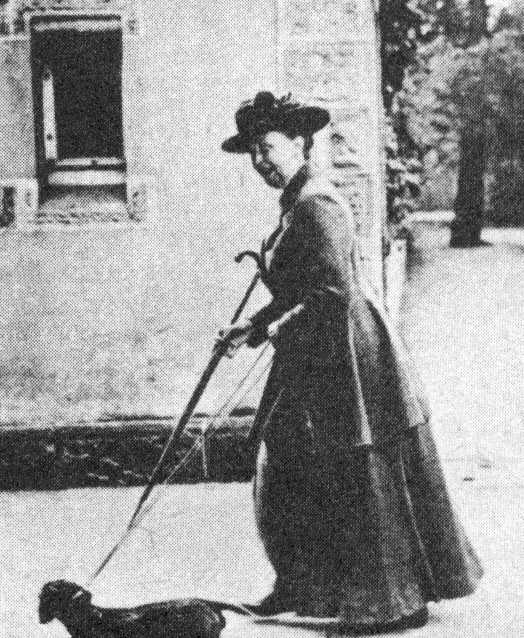
Frau von Hindenburg beim Spaziergang in Hannover (1920), Aufnahme von Hans Joachim von Brockhusen, ihrem Schwiegersohn.

Gertrud Wilhelmine von Beneckendorff und von Hindenburg, geborene Gertrud Wilhelmine von Sperling (* 4. Dezember 1860 in Magdeburg; † 14. Mai 1921 in Hannover) war eine deutsche Adelige und Philanthropin. Sie war die Ehefrau von Paul von Hindenburg, dem Chef der Obersten Heeresleitung in der zweiten Hälfte des Ersten Weltkriegs und späteren deutschen Reichspräsidenten (1925–1934).

## Leben

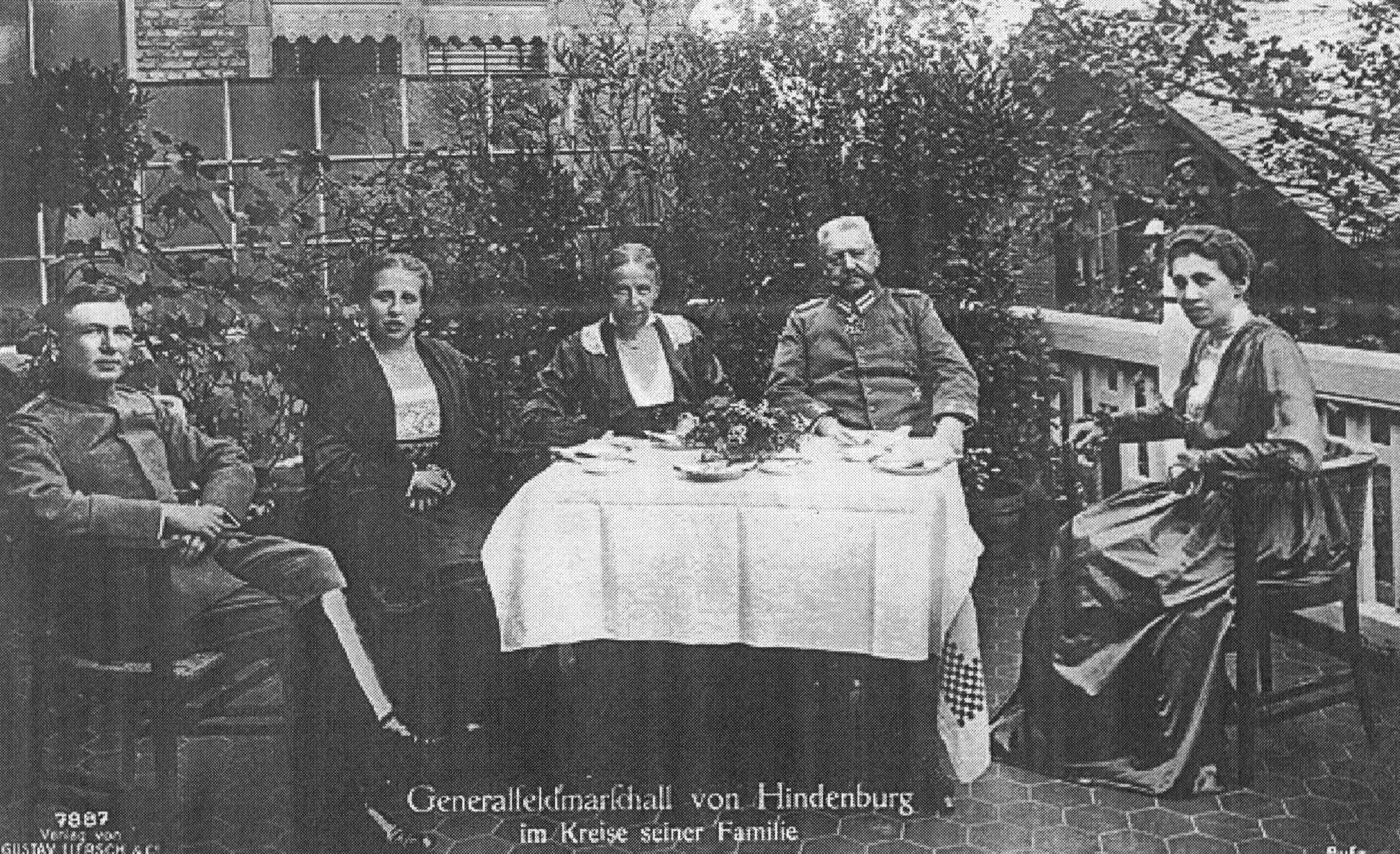
Gertrud und Paul von Hindenburg im Kreise der Familie (1917)

Gertrud von Hindenburg wurde 1860 als Tochter des preußischen Generalmajors Oskar von Sperling (1814–1872) und dessen Ehefrau Pauline von Klaß geboren. Ihr älterer Bruder war der General der Infanterie Kurt von Sperling (1850–1914).
In Stettin lernte Gertrud von Sperling Mitte der 1870er Jahre Paul von Hindenburg kennen, der dort dem Generalkommando des II. Armeekorps angehörte. Am 24. September 1879 heirateten die beiden in Stettin, nachdem Hindenburgs Beförderung zum Hauptmann 1878 die materiellen Voraussetzungen für eine Ehe geschaffen hatte. Aus der Verbindung gingen vier Kinder hervor: Die Tochter Irmengard Pauline (* 14. November 1880; † 1948), ein totgeborener Sohn ohne Namen (1881), der Sohn Oskar Wilhelm (* 31. Januar 1883; † 12. Februar 1960) und die Tochter Annemarie (* 29. November 1891 in Berlin; † 8. April 1978 in Hannover).
Paul von Hindenburg sah in seiner Frau, wie er in seiner 1920 erschienenen Autobiographie schrieb, „eine liebende Gattin, die treulich und unermüdlich Freud und Leid, alle Sorge und Arbeit mit mir teilte und so mein bester Freund und Kamerad wurde“. Obwohl Gertrud von Hindenburg in erster Linie – so die Aussage einer Verwandten – „für ihre Familie lebte“ und ihren Mann „von jeder Unannehmlichkeit und Sorge abzuschirmen“ trachtete, galt sie als eine Frau von Esprit. In überlieferten Berichten wird sie durchweg als geistreich, gebildet und „belesener als ihr Gatte“ beschrieben. So hatte sie ein lebhaftes Interesse an Theater, Musik sowie Malerei und korrespondierte mit zahlreichen prominenten Zeitgenossen, wie beispielsweise mit dem Industriellen und Politiker Walther Rathenau, den sie noch kurz vor ihrem Tod dazu drängte, das Amt des Reichsaußenministers anzunehmen. Auch stimmen die Quellen darin überein, dass Gertrud von Hindenburg lebhaft, liebenswürdig und temperamentvoll gewesen sei und so eine „ideale Ergänzung“ zu ihrem „verschlossenen, seelenruhigen und schwerblütigen“ Ehemann gebildet habe.
Nach ihrer Eheschließung lebte Frau von Hindenburg an den jeweiligen Verwendungsorten ihres Mannes als Truppenkommandeur und Stabsoffizier (in Stettin, Karlsruhe, Berlin und Magdeburg). Nach Hindenburgs Pensionierung 1911 zogen beide in ein Haus in Hannover. Nach der Reaktivierung ihres Gatten im Ersten Weltkrieg und seinem Aufstieg in höchste militärische Funktionen übernahm sie vor allem karitative Aufgaben. So nahm sie sich der Kriegsverwundeten an und gründete die Frau Gertrud von Hindenburg Stiftung zur sittlichen Stärkung der deutschen Jugend. Nach dem Krieg lebte sie mit ihrem Mann erneut in Hannover, wo sie 1921 an einer Krebserkrankung starb.
Nach ihrem Tod wurde sie zunächst in Hannover beigesetzt. Als einige Jahre später (1927) der ostpreußische Stammsitz der Familie von Hindenburg, das Rittergut Neudeck in Rosenberg, in das Eigentum der Familie zurückkehrte, wurde Gertrud von Hindenburg auf Wunsch ihres Mannes exhumiert und im Park von Neudeck beigesetzt. Paul von Hindenburgs Wunsch, nach seinem Tod an gleicher Stelle seine letzte Ruhe zu finden, wurde jedoch nach seinem Ableben am 2. August 1934 nicht erfüllt. Adolf Hitler untersagte eine Beisetzung des Generals in Neudeck, ließ stattdessen den Sarg seiner Ehefrau Anfang August 1934 erneut exhumieren und beide Tote gemeinsam ins Tannenberg-Denkmal nahe der ostpreußischen Stadt Hohenstein bringen. Dort wurden die Toten in schweren Zinksärgen inmitten zahlreicher Getöteter des Ersten Weltkrieges beigesetzt.
Als die Rote Armee im Frühjahr 1945 Ostpreußen erreichte, ließ Hitler am 12. Januar 1945 die Särge des Ehepaares von Hindenburg aus dem Tannenberg-Denkmal bergen und von Königsberg aus mit dem Kreuzer Emden nach Westdeutschland verschiffen. Bei Kriegsende befanden sich beide Särge, zusammen mit den Gräbern der Könige Friedrich Wilhelm I. und Friedrich II. von Preußen, den Fahnen und Standarten des deutschen Heeres von 1914–1918, den Akten des Auswärtigen Amtes, Bildern aus preußischen staatlichen Museen, der Bibliothek von Sanssouci und den preußischen Kronjuwelen in einem Salzbergwerk in Bernterode im thüringischen Eichsfeld, wo sie Ende April 1945 von der 1. US-Armee entdeckt wurden. Im August 1946 wurden die sterblichen Überreste von Gertrud von Hindenburg neben denen ihres Mannes in der Turmhalle der Elisabethkirche in Marburg beigesetzt.